# Nelly's
Elli Sougioultzoglou-Seraidari (řecky: Έλλη Σουγιουλτζόγλου-Σεραϊδάρη; 23. listopadu 1899 Aydın – 17. srpna 1998 Athény), známější jako Nelly's, byla řecká fotografka, jejíž snímky starověkých řeckých chrámů na pozadí moře a oblohy pomohly utvářet vizuální obraz Řecka v mysli Západu (nebo při kritickém čtení, západní vizuální obraz Řecka v řecké mysli). Došlo k určitému zmatku ohledně toho, jak přesně by měla být označována. Přijala zdrobnělinu „Nelly“ pro svou profesionální portrétní práci a její genitiv „Nelly's“ byl začleněn do jejího dekorativního ateliérového razítka, ale nikdy se neoznačovala jako Nelly's; tato verze jejího jména byla popularizována novinami v době jejího znovuobjevení v 80. letech. Později byla stále častěji označována přesněji jako Elli Seraidari.

## Životopis
Narodila se v Aidini (nyní Aydın), poblíž Smyrny, v Malé Asii. Odešla studovat fotografii do Německa k fotografům Hugo Erfurthovi a Franzi Fiedlerovi, v letech 1920–1921, před rokem 1922, kdy začalo vyhánění etnických Řeků Malé Asie Turky v návaznosti na řecko-turecké války (1919–1922). V roce 1924 přišla do Řecka, kde přijala naivní nacionalistický a konzervativní přístup ke své práci. Její styl se shodoval s potřebou řeckého státu vytvořit ideální pohled na zemi a její obyvatele pro vnitřní i vnější (turistické) účely. V tomto ohledu může být Sougioultzoglou-Seraidari vnímána jako první řecká „národní“ inzerentka, zejména po svém jmenování oficiální fotografkou nově založeného řeckého ministerstva cestovního ruchu.
Někdy byla označována jako „Řecká Leni Riefenstahlová“ díky spolupráci s Režimem 4. srpna (1936–1941), jehož byla jednou z jeho nejplodnějších fotografek. V roce 1936 fotografovala olympijské hry v Berlíně. V roce 1939 byla pověřena výzdobou interiéru řeckého pavilonu na světové výstavě v New Yorku, kterou provedla pomocí gigantických koláží vyjadřujících extrémně selektivním způsobem fyzické podobnosti mezi starověkými a moderními Řeky.
Jako Řekyně z diaspory, umělkyň pohled na Řecko nebyl o nic menší než „idyla“, která odpovídala propagandistické cíle proto-fašistického režimu v čele s generálem Ioannem Metaxasem. Ve skutečnosti její práce pomohly ilustrovat ideologii rasové kontinuity Řeků od antiky, která byla jádrem Metaxovy agendy (takzvaná „třetí helénská civilizace“ většinou, ne-li zcela vytvořená po Třetí říši nacistického Německa).
Když byla v New Yorku na Světové výstavě v roce 1939, rozhodla se nevrátit do Řecka. Ve Spojených státech pokračovala ve své komerční fotografické portrétní tvorbě a dále se rozvíjela v reklamní fotografii a také ve fotoreportážích. Udržovala také spojení s mocnými Řeky včetně majitelů lodí Stavrose Niarchose a Aristotela Onassise a rozvíjela kontakty s Bílým domem. Z tohoto období je o její práci známo jen málo, s výjimkou jejího projektu „New York Easter Parade“ který v retrospektivních pohledech na její práci zůstává z velké části nezmíněn, protože se nedaří zarovnat ani s žádným předchozím řeckým stereotypem, ani s neustálým vývojem fotografického výrazu jejích současníků.

## Návrat do Řecka a smrt
Do Řecka vycestovala na velmi krátkou dobu v roce 1949 a nakonec se vrátila 2. března 1966 a žila spolu se svým manželem Angelem Seraidarisem v Nea Smyrni v Attice a zanechala fotografování.
V roce 1985 darovala Nelly's své fotoarchivy a fotoaparáty muzeu Benaki v Aténách, zatímco v roce 1987 jí Řecké centrum fotografie a vláda udělily čestný diplom a medaili. V roce 1993 jí prezident Řecké republiky udělil Fénixův řád. V roce 1996 jí athénská akademie udělila cenu za umění a literaturu.
Nelly zemřela v Nea Smyrni v Aténách v roce 1998.